# Saint-Jean-de-Vaulx
Saint-Jean-de-Vaulx is een gemeente in het Franse departement Isère (regio Auvergne-Rhône-Alpes) en telt 481 inwoners (2004). De plaats maakt deel uit van het arrondissement Grenoble.

## Geografie
De oppervlakte van Saint-Jean-de-Vaulx bedraagt 10,7 km², de bevolkingsdichtheid is 45,0 inwoners per km².
De onderstaande kaart toont de ligging van Saint-Jean-de-Vaulx met de belangrijkste infrastructuur en aangrenzende gemeenten.

## Demografie
Onderstaande figuur toont het verloop van het inwonertal (bron: INSEE-tellingen).